# Seven de Londres 2019
El Seven de Londres de 2019 fue la decimonovena edición del torneo inglés de rugby 7, fue el noveno torneo de la temporada 2018-19 de la Serie Mundial Masculina de Rugby 7.
Se disputó en el Twickenham Stadium de Londres.

## Fase de grupos

### Grupo A
| Equipo    | Encuentros | Encuentros | Encuentros | Encuentros | Tantos  | Tantos    | Tantos     | Puntos |
| Equipo    | jugados    | ganados    | empatados  | perdidos   | a favor | en contra | diferencia | Puntos |
| --------- | ---------- | ---------- | ---------- | ---------- | ------- | --------- | ---------- | ------ |
| Sudáfrica | 3          | 3          | 0          | 0          | 134     | 35        | +99        | 9      |
| Canadá    | 3          | 2          | 0          | 1          | 59      | 69        | –10        | 7      |
| Argentina | 3          | 1          | 0          | 2          | 69      | 61        | +8         | 5      |
| Japón     | 3          | 0          | 0          | 3          | 19      | 116       | –97        | 3      |

Nota: Se otorgan 3 puntos al equipo que gane un partido, 2 al que empate y 1 al que pierda

### Grupo B
| Equipo  | Encuentros | Encuentros | Encuentros | Encuentros | Tantos  | Tantos    | Tantos     | Puntos |
| Equipo  | jugados    | ganados    | empatados  | perdidos   | a favor | en contra | diferencia | Puntos |
| ------- | ---------- | ---------- | ---------- | ---------- | ------- | --------- | ---------- | ------ |
| Fiyi    | 3          | 3          | 0          | 0          | 81      | 44        | +37        | 9      |
| Francia | 3          | 2          | 0          | 1          | 63      | 62        | +1         | 7      |
| Kenia   | 3          | 1          | 0          | 2          | 55      | 75        | –20        | 5      |
| Samoa   | 3          | 0          | 0          | 3          | 51      | 69        | –18        | 3      |

### Grupo C
| Equipo        | Encuentros | Encuentros | Encuentros | Encuentros | Tantos  | Tantos    | Tantos     | Puntos |
| Equipo        | jugados    | ganados    | empatados  | perdidos   | a favor | en contra | diferencia | Puntos |
| ------------- | ---------- | ---------- | ---------- | ---------- | ------- | --------- | ---------- | ------ |
| Nueva Zelanda | 3          | 2          | 0          | 1          | 67      | 31        | +36        | 7      |
| Irlanda       | 3          | 2          | 0          | 1          | 71      | 63        | +8         | 7      |
| Inglaterra    | 3          | 2          | 0          | 1          | 58      | 54        | +4         | 7      |
| Escocia       | 3          | 0          | 0          | 3          | 40      | 88        | –48        | 3      |

### Grupo D
| Equipo         | Encuentros | Encuentros | Encuentros | Encuentros | Tantos  | Tantos    | Tantos     | Puntos |
| Equipo         | jugados    | ganados    | empatados  | perdidos   | a favor | en contra | diferencia | Puntos |
| -------------- | ---------- | ---------- | ---------- | ---------- | ------- | --------- | ---------- | ------ |
| Estados Unidos | 3          | 3          | 0          | 0          | 76      | 48        | +28        | 9      |
| Australia      | 3          | 2          | 0          | 1          | 87      | 41        | +46        | 7      |
| Gales          | 3          | 1          | 0          | 2          | 57      | 73        | –16        | 5      |
| España         | 3          | 0          | 0          | 3          | 34      | 92        | –58        | 3      |

## Fase Final

### Cuartos de final
| 26 de mayo | Sudáfrica | 22 - 29 | Australia |  |  |

| 26 de mayo | Nueva Zelanda | 14 - 19 | Francia |  |  |

| 26 de mayo | Estados Unidos | 29 - 14 | Canadá |  |  |

| 26 de mayo | Fiyi | 33 - 24 | Irlanda |  |  |

### Semifinal
| 26 de mayo | Australia | 31 - 24 | Francia |  |  |

| 26 de mayo | Estados Unidos | 10 - 17 | Fiyi |  |  |

### Final
| 26 de mayo | Australia | 7 - 43 | Fiyi |  |  |

| Bandera de Fiyi        |
| Campeón Fiyi           |
| 4º título del circuito |